# (34501) 2000 SC155
2000 SC155 (asteroide 34501) é um asteroide da cintura principal. Possui uma excentricidade de 0.11978770 e uma inclinação de 9.95197º.
Este asteroide foi descoberto no dia 24 de setembro de 2000 por LINEAR em Socorro.